# Adriaan Kortlandt

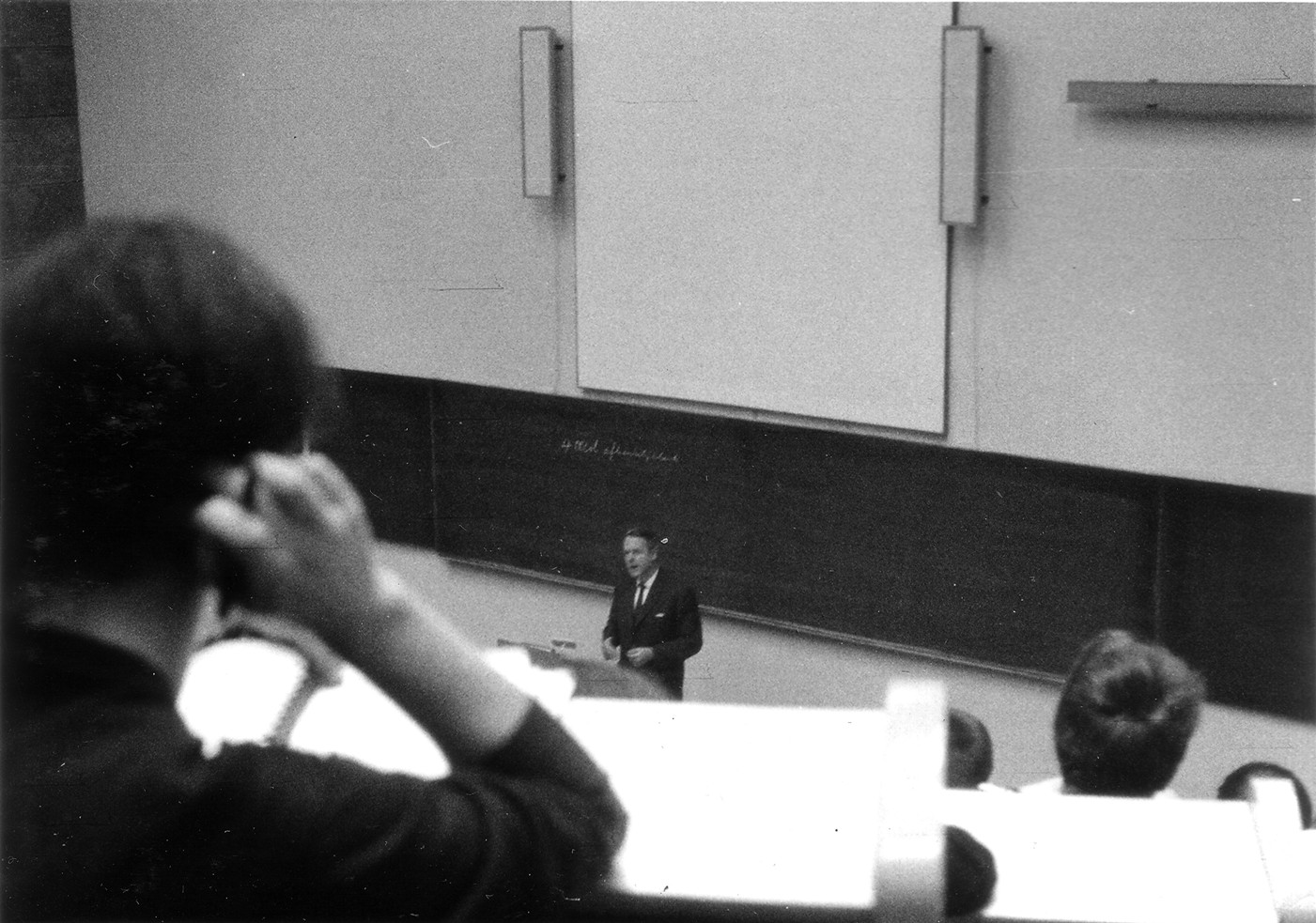
Adriaan Kortlandt während einer Vorlesung im Jahr 1966

Adriaan Kortlandt (* 25. Januar 1918 in Rotterdam; † 18. Oktober 2009 in Amsterdam) war ein niederländischer Verhaltensforscher, der vor allem zu Kormoranen und Schimpansen forschte.

## Leben
Schon als Schüler hatte Kortlandt häufig Kormorane beobachtet und dabei, zeitgleich mit Nikolaas Tinbergen, die Übersprungbewegung entdeckt. Er studierte Psychologie und Geographie in Utrecht und promovierte 1949 an der Universität Amsterdam mit einer Dissertation über die Brutvorbereitungshandlungen des Kormorans. Er lehrte als außerordentlicher Professor für Tierpsychologie und Ethologie an der Universität Amsterdam.
In den 1960er Jahren beobachtete er Schimpansen. Er vertrat die Ansicht, die evolutionäre Höherentwicklung des Schimpansen (zu aufrechtem Gang und Werkzeuggebrauch) sei gestoppt worden, als der Mensch ihn aus der Steppe in den Urwald zurückgedrängt habe.
Der Linguist Frederik Kortlandt ist sein Sohn.

## Schriften
- Eine Übersicht über das Verhalten des mitteleuropäischen Kormorans. In: Archives néerlandaises de zoologie. Band 4, 1940, S. 401–442.
- Cosmologie der tieren. In: Vakblad voor Biologen. Band 34, 1954, S. 1–14.
- Aspects and prospects of the concept of instinct. In: Archives néerlandaises de zoologie. Band 11, 1955.
- Chimpanzees in the Wild. In: Scientific American. Band 206, Nr. 5, 1962, S. 128–140.
- How do chimpanzees use weapons when fighting leopards? In: Year Book of The American Philosophical Society. Band 5, 1965, S. 327–332.
- Handgebrauch bei freilebenden Schimpansen. In: Bernhard Rensch (Hrsg.): Handgebrauch und Verständigung bei Affen und Frühmenschen. 1968, S. 59–102.
- New perspectives on ape and human evolution. 1972.
- Marginal habitats of chimpanzees. In: Journal of Human Evolution. Band 12, 1983, S. 231–278.